# رادگاست (ایزد)
رادگاست (انگلیسی: Radegast) یا رادوگاست، خدای مهمان‌نوازی و فراوانی در اسطوره‌های اسلاوی است.
رادگاست یکی از خدایان مهم اسطوره‌های اسلاوی است که به‌ویژه در میان اسلاوهای پولابی مورد احترام بود. رادگاست به عنوان ایزد مهمان‌نوازی مقدس، فراوانی، خورشید، آتش، جنگ، شب و آسمان شناخته می‌شد. او در فرهنگ اسلاوی نقش مهمی در تضمین مهمان‌نوازی درون جوامع، نظارت بر جشن‌ها و بخشیدن برکت به محصولات برای به ارمغان آوردن رونق برای سرزمین داشت. جنگجویان برای به‌دست آوردن پشتیبانی او در جنگ‌ها، به او متوسل می‌شدند که بر ویژگی‌های حمایت‌کننده او تأکید می‌کند.

## پیشینه اسطوره‌ای
اسطوره‌شناسی رادگاست در طول زمان تکامل یافت و با دیگر خدایان اسلاوی در هم آمیخته شد و جایگاه او را در فرهنگ اسلاوی مستحکم ساخت. او با جنبه‌های مختلف زندگی از شکوفایی کشاورزی گرفته تا نگهبانی آسمانی مرتبط بود. نقش‌های متنوع او بازتاب دهنده جنبه‌های مختلف از قدرت‌ها و ویژگی‌هایش بود.
رادگاست در ادبیات تخیلی و فرهنگ عامه نیز حضور دارد. او در این قلمروها اغلب به عنوان یک خدای قدرتمند مرتبط با طبیعت، جادو و حکمت باستانی به تصویر کشیده شده‌است. نویسندگان و هنرمندان از اساطیر اسلاوی الهام می‌گیرند تا روایت‌های جذابی بسازند که در آن‌ها شخصیت‌های برگرفته از رادگاست، نقش‌های مهمی دارند.
در طول تاریخ، رادگاست در آثار ادبی و افسانه‌هایی که میراث اسلاوها را ارج می‌نهند، مورد اشاره قرار گرفته‌است. این داستان‌ها مضامینی از مهمان‌نوازی، دلیری و ماهیت چرخه‌ای زندگی را منتقل می‌کنند. افسانه‌های پیرامون رادگاست بر خیرخواهی او و پیامدهای نادیده گرفتن اصول مهمان‌نوازی تأکید دارد.
به‌طور خلاصه، رادگاست در اسطوره‌های اسلاوی به‌عنوان یک خدای چندوجهی برجسته می‌شود که ویژگی‌های مهمان‌نوازی، فراوانی، حمایت و سرپرستی آسمانی را در خود دارد. حضور او در اشکال مختلف فرهنگی اهمیت ماندگار او را برجسته می‌کند و گواه بر غنای باورها و سنت‌های اسلاوی است.
بر اساس نوشته‌های تاریخ‌نگاران سده‌های میان، ایزد اسلاوهای پولابی بوده‌است که معبد او در رترا قرار داشته. با این حال، در ادبیات علمی مدرن، دیدگاه غالب این است که رادگاست یک نام مستعار محلی یا یک نام جایگزین محلی برای خدای خورشید سواروژیتس بوده‌است، که طبق منابع قدیمی‌تر، خدای اصلی در رترا بوده‌است. برخی از محققان معتقدند که نام شهری که سواروژیتس خدای اصلی آن بوده‌است به‌اشتباه به‌عنوان نام یک خدا گرفته شده‌است. یک افسانه محلی رایج در جمهوری چک به رادگاست مرتبط است.

## سرچشمه‌ها

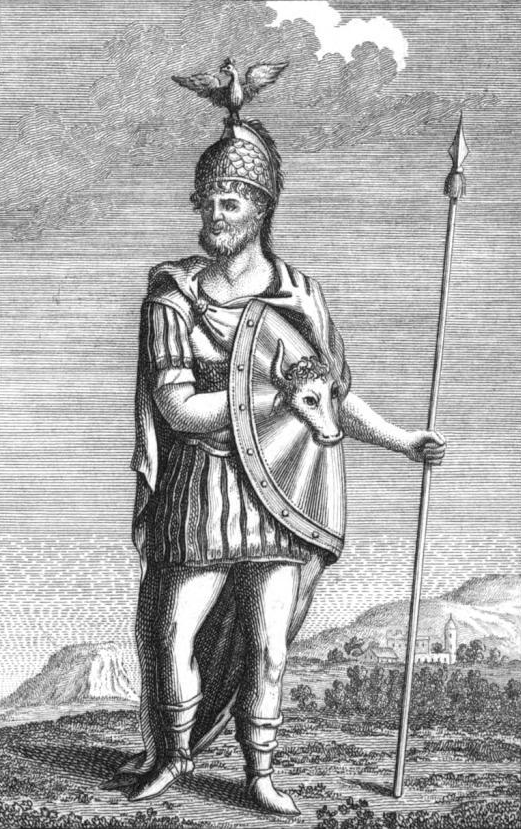
تصویر رادگاست مطابق تصور آندری سرگیویچ کایساروف

اولین منبعی که به این نام خدایی اشاره می‌کند، کارنامه اسقف کلیسای هامبورگ نوشته آداموس برمنزیس است:
اسقف جان مسن به همراه سایر مسیحیان در شهر مکلن‌بورگ اسیر شد اما زنده نگه داشته شد تا به‌عنوان نمادی از پیروزی به نمایش گذاشته شود. درنتیجه، او پس از اعتراف به عیسی شلاق زده شد و سپس در هر یک از شهرهای اسلاوها به نمایش درآمد و مورد تمسخر قرار گرفت، زیرا نمی‌توانستند او را مجبور به انکار نام مسیح کنند. سپس دست‌ها و پاهای او را قطع کردند و بدنش را به خیابان انداختند. سرش را نیز جدا کردند و کافران آن را بر نیزه‌ای فرو بردند و برای اثبات پیروزی‌شان به خدای خود، رادگاست تقدیم کردند. این وقایع در رترا، پایتخت اسلاوها، چهار روز قبل از آدیس نوامبر رخ داد.

[...]

در میان این شهرها، رداری‌ها بسیار قدرتمند که پایتخت مشهورشان رترا است، به‌عنوان مرکز بت‌پرستی قرار دارد. در آنجا معبد بزرگی ساخته شده‌است که به شیاطین تقدیم شده‌است و شاهزاده آن‌ها، رادگوست است. مجسمه او از طلا ساخته شده‌است و چتر مخصوص‌اش با رنگ ارغوانی آراسته شده‌است. 

— آداموس برمنزیس، کارنامه اسقف کلیسای هامبورگ

پیرو نوشته‌های آدم، هلمود بوسائو نیز در تواریخ اسلاوها خود رادگاست را ذکر می‌کند، او دربارهٔ تقدیم قربانی‌های سالانه برای این خدا و استفاده از غیب‌گویی مرتبط با معبدش می‌نویسد، هلمود این خدا را «خدای اوبوتری‌ها» نیز نامیده‌است. همچنین در Annales Augustani سال ۱۱۳۵ نیز نام او ذکر شده، که در مورد تخریب رترا توسط بورچارد دوم، اسقف‌نشین اعظم کاتولیک هالبرشتانت، نوشته‌است. او اسب پرستش‌شده ساکنان محلی را با خود به زاکسن برده‌است. آخرین منبعی که به رادگاست اشاره می‌کند، مصائب شهید ابس‌تورف است.

## در چک
در جمهوری چک یک افسانه محلی وجود دارد که با سیریل و متدیوس، قدیسان حواری اسلاوها، مرتبط است. بنا به این افسانه، در کوه رادهوشت خدایی به اسم رادگاست پرستش می‌شده‌است. طبق این داستان، سیریل و متدیوس تصمیم گرفتند تا یک مأموریت مسیحی‌سازی در این ناحیه داشته باشند و راهی کوه رادهوشت شدند. آنها پس از عبور از زاشوا، جایی که مردم را غسل تعمید دادند، از طریق وله‌هراد به راه خود ادامه دادند. وقتی به کوه نزدیک می‌شدند، آوای ساز و دهل و آواز را از دور شنیدند. وقتی به کوه رسیدند، شاهد مراسم مذهبی بت‌پرستانه‌ای بودند که توسط فرمانروای رادوخ هدایت می‌شد. وقتی این فرمانروا از غریبه‌هایی خبردار شد که خدایان بت‌پرست آنها را پست و کوچک می‌خواندند، شروع به سرزنش سیریل کرد و می‌خواست او را به زور ساکت کند. در این لحظه نوری اطراف صلیبی که سیریل در دست داشت پدیدار شد و سیریل شروع به صحبت کردن از «تنها خدای حقیقی» کرد و بت‌ها را «ساختهٔ جهنم» خواند. سپس سر و صدا و رعد و برقی پدیدار شد و تمامی مجسمه‌های خدایان به هزاران تکه شکسته شدند. بعدها، در همان جایی که معبد باشکوه و بت رادگاست ایستاده بود، آن قدیسان صلیبی برافراشتند. 
این افسانه اغلب در متونی که دربارهٔ کوه نوشته شده‌است وجود دارد. با اینکه بارها صحت این روایت رد شده، غالباً در آثار فولکلور دیده می‌شود. این افسانه نخستین بار در سال ۱۷۱۰ در کتاب "Sacra Moraviae historia sive Vita S. Cyrilli et Methodii "(تاریخ مقدس مورافیا یا زندگی سیریل و متدیوس) نوشته کشیش یان ییرژی ستردوفسکی آورده شد. در فصلی اختصاص یافته به نام کوه و منشأ آن، یان ییرژی به شهادت یک کشیش استناد می‌کند. بنا بر گفته این کشیش، افسانه‌ای در میان مردم می‌گشته‌است راجع به خدایی به همین نام که بر بالای کوه ایستاده بود و توسط مبلغین مذهبی سرنگون شد. بر همین اساس ستردوفسکی داستانی پرآب و تاب راجع به جمعیت پرستندگان و مناسک شرک‌آلود روی کوه ساخت. همچنین، هیچ شواهد باستان‌شناسی یا تاریخ‌نگاری در مورد اینکه این منطقه بسیار جنگلی در گذشته محل سکونت بوده‌است، وجود ندارد.

## ریشه‌شناسی و تفاسیر
در منابع لاتین، این نام به صورت لاتین: Redigost, لاتین: Redigast,لاتین: Riedegost, لاتین: Radegast ذکر شده‌است. امروزه، نام رادگاست عمدتاً در انگلیسی استفاده می‌شود، اما در چندین کشور اسلاوی مانند لهستان و روسیه، املا غالب Radogost است.
بخش اول این نام حاوی صفت rad ("خوشحال") است که ریشه‌شناسی آن نامشخص است. بخش دوم این نام حاوی اسم gost ("مهمان") است، که از زبان نیاهندواروپایی *gʰostis مشتق شده‌است (رجوع شود به زبان گوتی gasts "مهمان"، لاتین: hostis "بیگانه"). بنابراین، این نام می‌تواند به عنوان "کسی که آماده استقبال از مهمان است" یا "کسی که به خوبی از مهمان‌ها مراقبت می‌کند" ترجمه شود. این نام در نهایت از نام اسلاوی مقدم *Radogostъ مشتق شده‌است.. رجوع کنید به صربی‌کرواتی: Radogost, Old Polish (به لهستانی: Radogost), (به لهستانی: Radgost), (به لهستانی: Radogosta), (به لهستانی: Radosta), زبان اسلوونیایی اسلوونیایی: Radegost, که احتمالاً در اوایل قرن ششم در یک منبع یونانی که از یک فرمانده قبیله‌ای اسلاوی به نام آرداگاست (یونانی باستان: Αρδάγαστος مورد تأکید قرار گرفته‌است. این نام، با افزودن پسوند ملکی *-jь (*Radogostjь), در سرتاسر قلمرو اسلاوی‌ها جای‌نام‌شناسی بسیاری را تشکیل داده‌است. رجوع کنید به دهکده‌های لهستانی Radogoszcz، کوه اهل چک Radhošť، جای‌نام صربی‌کرواتی صربی‌کرواتی: Radogošta، روسی Radogoshch، و روسی hydronym‌ها Radohoshcha and Radogoshch و دیگران، و همچنین شهر Radogošč، که متعلق به قبیله رداری‌ها بوده‌است.